# کیتا، کیوتو
کیتا (به لاتین: Kita-ku) یک منطقهٔ مسکونی در ژاپن است که در کیوتو واقع شده‌است. کیتا ۹۴٫۸۸ کیلومتر مربع مساحت و ۱۱۹٬۴۷۴ نفر جمعیت دارد.